# Archidiecezja Korfu–Zakintos–Kefalina
Archidiecezja Korfu–Zakintos–Kefalina (łac. Archidioecesis Corcyrensis, Zacynthiensis et Cephaloniensis; gr. Αρχιεπισκοπή Κέρκυρας-Ζακύνθου-Κεφαλίδας) – jedna z 4 archidiecezji obrządku łacińskiego w Kościele katolickim w Grecji w całości obejmująca wyspę Korfu – greckie terytorium w północnej części Morza Jońskiego u wybrzeży Albanii, ze stolicą w Korfu (miasto). Ustanowiona diecezją w 1310. Podniesiona do rangi archidiecezji 3 czerwca 1919 bullą papieską przez Benedykta XV. Arcybiskupstwo tworzy i znajduje się w metropolii Korfu–Zakintos–Kefalina.

## Biskupi
- Arcybiskupi Korfu–Zakintos–Kefalina
  - Abp Jeorjos Altuwas (od 2021)
  - Abp Janis Spiteris, O.F.M. Cap. (2003 – 2020)
  - Abp Andonios Wartalitis, (1962 – 2003)
  - Abp Antonio Gregorio Vuccino, A.A. (1947– 1952)
  - Fr. Giovanni Dalla Vecchia (Administrator 1941–1944)
  - Abp Leonard Brindisi (1919 – 1940)
- Biskupi Korfu
  - Abp Domenico Darmanin (1912 – 1919)
  - Abp Teodoro Antonio Polito (? – 1911)
  - Abp Antonio Delenda (1898 – 1900)
  - Bp Evangelista Boni, O.F.M. Cap. (1885 – ?)
  - Bp Francis Joseph Nicholson, O.C.D. (1852 – 1855)
  - Daulus Augustus Foscolo (1816 – 1830)
  - Francesco Maria Fenzi (1779 – 1816)
  - kard. Angelo Maria Quirini,  (1723– 1727)
  - kard. Marcantonio Barbarigo (1678 – 1687)